# Орлин Стефанов
Орлин Стефанов Стефанов е български театровед, актьор и литературен историк.

## Биография
Орлин Стефанов е роден на 19 декември 1945 г. в София. Записва актьорско майсторство във ВИТИЗ, но след третия семестър се прехвърля в специалността „Театрознание“, която се изучава единствено в Съветския съюз, тъй като за ВИТИЗ е била нулева година.
Докторската му дисертация е посветена на творчеството на Софокъл, но в сферата на научните му интереси влизат широк кръг произведения от световната и българската литературна класика. Негови студии са публикувани в реномирани академични издания в Русия и Канада, както и в престижни руски тематични електронни библиотеки.
Известен е също с авторските си моноспектакли по произведения на Софокъл Сервантес, Илф и Петров, Ботев, Русо и др.
По покана на известния руски литератор Юрий Борев участва в съставянето на четиритомна енциклопедия за естетика и теория на литературата. 

## Идеи и творчество
В своите публикации Орлин Стефанов критикува съвременни български академични интерпретации върху творчеството на Иван Вазов, Христо Ботев , Пейо Яворов и Гео Милев, някои от които квалифицира като псевдонаука. В обсега на критиката на О. Стефанов са и знакови фигури от българската и световната история и култура. Той въстава срещу митологизирането на личността на Стефан Стамболов, смята за силно надценена ролята на Пенчо Славейков в българската литература , подлага на критика концепции на философа Карл Попър и определя френския мислител Жан-Жак Русо като предтеча на тоталитаризма .
Поетът Георги Константинов характеризира Орлин Стефанов като „нестандартен, действително недогматичен човек и автор, който е абсолютно неподходящ за член на каквато и да е групировка или котерия в днешния ни сепариран на островчета културен живот“, „правдолюбив, открит и неподкупен човек на перото“. Според писателя Стоян Вълев Орлин Стефанов е един от най-забележителните съвременни български литературоведи, един конвертируем български учен, изключение на фона на антиинтелектуализма, завладял българския литературен живот. В. „Монитор“ определя Орлин Стефанов като един от най-авторитетните изследователи на проблемите на античната философия и театър.
Монографията на Орлин Стефанов „Когато изкуството е откровение“ е отличена с грамота на конкурса на Съюза на учените в България за високи научни постижения през 2009.
На страниците на в. „Словото днес“ писателите Андрей Андреев и Тодор Коруев определят Орлин Стефанов като „опасен за здравето“ и отправят призив към всички периодични издания да спрат да публикуват негови текстове. 
През януари 2011 моноспектакълът на Орлин Стефанов „Великите комбинатори Сталин и Остап“, многократно представян преди това на различни сцени в София и страната, е поставен на сцената на концертния салон на Руския културно информационен център (РКИЦ) в София. Този факт предизвиква негодуванието на българските апологети на Сталин Христо Цачев и проф. Евгений Гиндев, които критикуват за случилото се както самия Орлин Стефанов, така и ръководството на РКИЦ. След като Орлин Стефанов се възползва от своето право на отговор, в. „Нова зора“ сваля целия брой 5 с писмото на Хр. Цачев от своя електронен архив. 

## Монографии
- „Едип Тиранинът“ от Софокъл: Митът и трагедията: Нов прочит. София: ЛИК, 1995, 123 с. ISBN 954-607-049-1
- Екология на духа или Изкуство и идеокрация. София: ЛИК, 1997, 140 с. ISBN 954-607-097-1
- Антигона от Софокъл 25 века по-късно: Нов прочит. София: ЛИК, 1999, 104 с. ISBN 954-607-231-1
- Едип тиранинът от Софокъл: Неразгаданите значения на една велика трагедия. 2. изд. София: ЛИК, 2002, 184 с. ISBN 954-8945-06-1
- Свободата в изкуството и насилието на догмите. София: Арткооп, 2005, 124 с. ISBN 954-9682-13-7
- Когато изкуството е откровение. София: Изток-Запад, 2007, 240 с. ISBN 978-954-321-385-6

## Студии
- Орлин Стефанов. Мотивы совести и власти в произведениях Пушкина, Софокла и Шекспира Архив на оригинала от 2010-06-12 в Wayback Machine. // Toronto Slavic Quarterly, No. 20, Spring 2007.
- Орлин Стефанов. А. В. Луначарский и политизация эстетики Архив на оригинала от 2009-06-27 в Wayback Machine. // Toronto Slavic Quarterly, No. 22, Fall 2007.
- Орлин Стефанов. „Высокие жанры“ в драме. В чем близость трагедии с комедией Архив на оригинала от 2014-01-23 в Wayback Machine. // Toronto Slavic Quarterly, No. 23, Winter 2007.
- О. Стефанов. Театрофобия Аристотеля и проблема катарсиса / Теория театра. Сборник статей. – Москва: Международное агентство „A.D.&T.“, 2000. – 298 c. ISBN 5-8916-1017. (Альманах „Академические тетради“, №7)
- О. Стефанов. Антигона Софокла. Библиотека „Античная литература“.
- О. Стефанов. Некоторые эстетические категории в практике и теории театра. Библиотека „Античная литература“.
- О. Стефанов. Трагедия Софокла „Эдип – тиран“ в новом прочтении. Библиотека „Античная литература“.
- О. Стефанов. Завещание Сервантеса Архив на оригинала от 2012-06-01 в Wayback Machine. Библиотека „Средние века и Возрождение“.
- О. Стефанов. Жан-Жак Руссо – отец тоталитаризма. Библиотека „Литература эпохи просвещения“.